# Darul Uloom Haqqania
Darul Uloom Haqqania è una scuola coranica ubicata ad Akora Khattak, nella provincia pakistana di Khyber Pakhtunkhwa.
È un importante centro di diffusione della cultura islamica sunnita del movimento Deobandi, fondata sul solco tracciato dall'università di Darul Uloom Deoband nella provincia indiana dell'Uttar Pradesh. Fu ribattezzata l'"Università della Jihād" per il contenuto, i metodi della didattica e per le future occupazioni di alcuni dei suoi più noti allievi.
Al 2016, la popolazione scolastica superava le 4.000 unità. Esteso su una superficie di 40 ettari, era il più grande seminario islamico del Pakistan.

## Storia
Fu fondata il 23 settembre 1947 dal maulana Abdul Haq, padre del maulana Sami-ul-Haq, un teologo islamico e senatore del Pakistan che sarebbe poi divenuto il primo direttore del seminario.
Negli anni 1980, quest'ultimo fu a capo della Jamiat Ulema-e-Islam (F), una delle due fazioni nelle quali si scisse l'Associazione degli Ulema dell'Islam, alleata del governo Zia supportato dal Parlamento del Pakistan, nonché avversaria del Maulana Fazal-ur-Rehman.
Successivamente, diede ampio sostegno ai mujahideen e ai talebani dell'Afghanistan, sfornando in particolare il loro leader, il Mullah Omar. Tutti gli allievi più noti completarono gli studi durante la guerra russo-afghana del 1979-1989, schierandosi poi sul fronte nazionale antisovietico:
- Jalaluddin Haqqani, ex leader della rete terroristica omonima[10][11];
- Akhtar Mansour, ex leader dei talebani[12];
- Mullah Omar, assegnatario di un dottorato onorario[13];
- Sirajuddin Haqqani, succeduto al padre Jalaluddin quale leader della rete che porta il suo nome;
- Mohammad Yunus Khalis, esponente di spicco dei mujaheddin.

## Anni duemila
I rapporti col governo pakistano proseguirono anche nel XXI secolo. Al 2017, la madrasa era ancora la più numerosa del Paese. Nel febbraio 2018, il governo ha finanziato un progetto di lavori di ampliamento per complessivi 575 milioni di Rs, iniziando a negoziare il riconoscimento legale di università pubblica a favore del seminario jihadista. Trecento milioni furono investiti per la modernizzazione dei programmi didattici in senso pacifista.
Il custode Samiul Haq, considerato un uomo della linea dura, ripudiò la violenza contro lo Stato a favore di uno sforzo pacifico per l'instaurazione della shari'a. Il suo appoggio politico era stato determinante nell'ascesa al potere di Muttahida Majlis-e-Amal nel 2002. Successivamente, si era posto alla guia del Difa-e-Pakistan Council, una coalizione di 40 movimenti islamici uniti a partiti di orientamento conservatore, di scarso peso nei palazzi della politica, ma di una rilevanza sociale non trascurabile. La pregressa rivalità con Maulana Fazlur Rehman-, leader della fazione non filogovernativa dell'associazione dei mullah islamici JY-F, fu largamente considerata la principale causa della sidfatta elettorale del partito di Muttahida Majlis-e-Amal alle parlamentari del 2018. Attivo nella lotta alla poliomielite, secondo uno degli studenti intervistati al suo funerale subì 16 tentativi di accoltellamento. Fu assassinato nel 2018.
Nel 2017, la nuova guida spirituale dell'istituto ha ricevuto l'inusuale vsiita diplomatica dell'ambasciatore dell'Afghanistan in Pakistan che ha stretto rapporti di amicizia personali col nuovo leader per convicerlo a tornare ad una "didattica di pace", fondamentale per prevenire un nuovo conflitto con l'Occidente che metterebbe a rischio i piani di triplicazione dell'interscambio commerciale fra i due Paesi, il ritiro delle truppe statunitensi e la cooperazione bilaterale dei militari e dei servizi di intelligence.

## Rettori
- Maulana Sami-ul-Haq (m. 2018)
- Anwar-ul-Haq Haqqani (2018 - )[19]